# Autocartera
En el ámbito de la gestión empresarial de las sociedades mercantiles, la autocartera supone la adquisición de acciones propias por una sociedad; de manera que esta sociedad se convierte en accionista de sí misma.  También se puede hablar de autocartera cuando una sociedad que forma parte de un grupo de sociedades, adquiere las acciones emitidas por la sociedad dominante.
Las operaciones sobre acciones propias han estado presentes en numerosas crisis empresariales desde el siglo XIX en todo el mundo y han sido utilizadas como instrumento de ocultación en fraudes empresariales y bursátiles, por ello las legislaciones han mantenido una normativa de carácter restrictivo, que permite este tipo de operaciones por los posibles efectos positivos de las mismas, pero que establecen muchas condiciones y restricciones a su realización.

## Normativa en España
La regulación legal de las operaciones sobre acciones propias es el texto refundido de la Ley de Sociedades de Capital (TRLSC). El capítulo VI (artículos 134-158) sobre "Los negocios sobre las propias participaciones y acciones" del Título IV del texto refundido trata sobre esta materia.
El 134 del Texto Refundido de la Ley de Sociedades de Capital prohíbe la adquisición originaria de acciones propias, que consiste en la suscripción de acciones propias por parte de la sociedad en el mercado primario o de emisión.
La ley establece supuestos de libre adquisición en los siguientes casos:
- Acciones propias adquiridas por acuerdo de la Junta General para reducir capital.
- Cuando formen parte de un patrimonio adquirido a título universal (fusiones, escisiones, etc.).
- Adquiridas a título gratuito en una donación recibida.
- Además pueden recibirse acciones correspondientes a ampliaciones de capital totalmente liberadas, tratándose en este caso de un supuesto de libre adquisición.
- Adjudicación judicial para satisfacer un crédito cobro frente a un accionista.

También se pueden adquirir acciones propias en otros casos con determinadas condiciones. Las entidades disponen de un plazo máximo de tres años para enajenarlas o amortizarlas, reduciendo el capital social. El artículo 148 del TRLSC establece la creación en el patrimonio neto de "una reserva indisponible equivalente al importe de las acciones de la sociedad dominante computado en el activo. Esta reserva deberá mantenerse en tanto las acciones no sean enajenadas”.